# Gonomyia (Neolipophleps) glabrispina
Gonomyia (Neolipophleps) glabrispina is een tweevleugelige uit de familie steltmuggen (Limoniidae). De soort komt voor in het Neotropisch gebied.